# Марийка Подгорянка
Марийка Подгорянка (Марийка Пидгирянка (укр. Марійка Підгірянка), настоящее имя — Мария Емельяновна Ленерт-Домбровская (укр. Марія Омелянівна Ленерт (Домбровська)); 29 марта 1881, село Белые Ославы (ныне Ивано-Франковская область) — 20 мая 1963) — украинская поэтесса, педагог.

## Биография
Родилась в семье лесничего. В 1900 году окончила учительскую семинарию, затем работала в школе. Печатать стихи в периодических изданиях под псевдонимом Марийка Подгорянка начала в 1904 году. Первый сборник стихов «Відгуки душі» вышел в 1908 году.
Большинство произведений поэтесса написала для детей и о детях. Основные мотивы стихов Марийки Подгорянки до 1939 года — мечты о лучшем будущем народа, воспевание красоты родного края, природы Карпат. Автор щедро использует фольклорные мотивы, её стихи нежные и лёгкие, часто напоминают украинские народные песни («Співанки», «Вечір», «Що роблю я, що я дію»). Довольно своеобразна поэма «Мати-страдниця», написанная в 1919 году. События в произведении — это одна из страниц жизни западноукраинских изгнанников во время Первой мировой войны, когда тысячи галичан умерли в концентрационных лагерях от голода и эпидемий. Композиционным обрамлением поэмы является «Введение» и своеобразный эпилог. Исповедь страдалицы, поданная в жанре причитаний, составляют двенадцать песен.
Скончалась в селе Рудно возле Львова. Похоронена во Львове.